# Матч претендентов 2009
Матч претендентов по шахматам 2009 — шахматный матч, проходивший в Софии с 16 по 28 февраля между участником матча за звание чемпиона мира 2006 года Веселином Топаловым (Болгария) и обладателем Кубка мира 2007 года Гатой Камским (США). Топалов победил в матче и получил право сыграть в матче за звание чемпиона мира по шахматам 2010 с Вишванатаном Анандом.

## Регламент
Матч состоит из 8 классических партий. В каждой партии игрокам давалось 120 минут на 40 ходов, затем 60 минут на 20 ходов и 15 минут до конца партии с добавлением 30 секунд на каждый ход, начиная с 61-го.
Игрок, набравший 4½ очка или более, выигрывает претендентский матч. Если счет после восьми партий равный, то проводятся тай-брейки:
- 4 партии с контролем 25 минут + 10 секунд на ход и далее;
- 2 партии с контролем 5 минут + 10 секунд на ход;
- 1 партия с контролем 6 минут у белых, 5 минут у чёрных, ничья в пользу черных.

## Таблица
| 1           | Топалов, Веселин | Болгария    | 2796        | ½     | 1     | ½     | 0     | 1     | ½     | 1     |       | 3 | 1 | 3 | 4½ |  |  |
| 2           | Камский, Гата    | США         | 2725        | ½     | 0     | ½     | 1     | 0     | ½     | 0     |       | 1 | 3 | 3 | 2½ |  |  |
| ECO         | ECO              | ECO         | ECO         | D87   | C65   | D81   | C92   | C07   | B12   | C07   |       |   |   |   |    |  |  |
| Игровые дни | Игровые дни      | Игровые дни | Игровые дни | 17.02 | 18.02 | 20.02 | 21.02 | 23.02 | 24.02 | 26.02 | 27.02 |   |   |   |    |  |  |